# Audierne
Audierne (bretonsky Gwaien) je francouzská obec v departementu Finistère v Bretani. Leží ve vzdálenosti 597 kilometrů od Paříže a 37 kilometrů od Qiumperu. Je přístavním městem v ústí řeky Goyen.

## Vývoj počtu obyvatel
Počet obyvatel

## Osobnosti obce
- Jean-Pierre Velly (1943 - 1990), malíř

## Zajímavosti
- akvárium v Audierne
- ornitologická rezervace na Cap Sizun

## Partnerská města
- Hattinger, Německo
- Penryn, Anglie, Velká Británie